# Sandy Eisenberg Sasso
Sandy Eisenberg Sasso (* 29. Januar 1947 in Philadelphia, Pennsylvania) ist die erste Rabbinerin innerhalb der Strömung des rekonstruktionistischen Judentums. Sie wurde am 19. Mai 1974 vom Reconstructionist Rabbinical College in Philadelphia ordiniert. Sasso ist Autorin zahlreicher religiöser Kinderbücher.

## Leben
Sasso engagierte sich sehr in ihrer Jugend innerhalb einer Reformgemeinde in Philadelphia und überlegte bereits mit 16 Jahren, ins Rabbinat einzutreten, obwohl sie wusste, dass eine solche Rolle Frauen nie offenstand. Während dieser Zeit besuchte sie das Gratz College.

### Rabbinerschule
Im Herbst 1969 trat Sasso der zweiten Klasse rabbinischer Studenten des Reconstructionist Rabbinical College bei. Während ihrer Schulzeit heiratete Sandy Eisenberg ihren Klassenkameraden Dennis Sasso, was sie zum ersten rabbinischen Ehepaar in der jüdischen Geschichte machte. Als eine der wenigen Rabbinerinnen wurde Sasso führend bei der Neudefinition der sich verändernden Rolle der Frau im Judentum. Sasso ist weltweit die erste Rabbinerin.

### Rabbinisches Leben
Sasso wirkte als Rabbinerin der Manhattan Reconstructionist Congregation und von 1977 bis 2013 als Rabbinerin zusammen mit ihrem Ehemann in der Beth-El Zedeck-Gemeinde in Indianapolis, was die Sassos zum weltweit ersten Ehepaar machte, das gemeinsam als Rabbiner diente.
2005 erschienen der Dokumentarfilm And the Gates Opened: Women in the Rabbinate, der die Lebensgeschichten von Sasso, Sally Priesand und Amy Eilberg vereint.
Am 6. Dezember 2010 traf sich Sandy Eisenberg Sasso im Temple Reyim in Newton, Massachusetts, zum ersten Mal mit Sally Priesand, der ersten reformierten Rabbinerin, mit Amy Eilberg, der ersten konservativen Rabbinerin, und Sara Hurwitz, der ersten orthodoxen Rabbinerin. Sie und ungefähr 30 andere Rabbinerinnen zündeten Chanukka-Kerzen an und sprachen in einem offenen Forum über ihre Erfahrungen als jüdische Rabbinerinnen.

## Veröffentlichungen

### Kinderbücher
- God's Paintbrush, illustriert von Annette C. Compton, Jewish Lights Publishing (Woodstock, VT), 1992.
- In God's Name, illustriert von Phoebe Stone, Jewish Lights Publishing (Woodstock, Vermont), 1994.
- But God Remembered: Stories of Women from Creation to the Promised Land, Jewish Lights Publishing (Woodstock, Vermont), 1995.
- A Prayer for the Earth: The Story of Naamah, Noah's Wife, illustriert von Bethanne Andersen, Jewish Lights Publishing (Woodstock, Vermont), 1996.
- God in Between, illustriert von Sally Sweetland, Jewish Lights Publishing (Woodstock, Vermont), 1998.
- For Heaven's Sake, illustriert von Kathryn Kunz Finney, Jewish Lights Publishing (Woodstock, Vermont), 1999.
- God's Paintbrush, Jewish Lights Publishing (Woodstock, Vermont), 1999.
- What Is God's Name?, Jewish Lights Publishing (Woodstock, Vermont), 1999.
- God Said Amen, Jewish Lights Publishing (Woodstock, Vermont), 2000.
- Cain and Abel: Finding the Fruits of Peace, illustriert von Joani Keller Rothenberg, Jewish Lights Publishing (Woodstock, Vermont), 2001.
- Naamah, Noah's Wife, illustriert von Bethanne Andersen, Jewish Lights Publishing (Woodstock, Vermont), 2002.
- Adam and Eve's First Sunset: God's New Day, illustriert von Joani Keller Rothenberg, Jewish Lights Publishing (Woodstock, Vermont), 2003.
- Abuelita's Secret Matzahs, Emmis Books (Cincinnati), 2005.
- Butterflies under Our Hats, Paraclete Press (Orleans), 2006.
- The Shema in the Mezuzah: Listening to Each Other, Jewish Lights Publishing, 2012.
- Regina Persisted: An Untold Story, illustriert von Margeaux Lucas, Apples & Honey Press, 2018.

### Andere Werke
- Call Them Builders: A Resource Booklet about Jewish Attitudes and Practices on Birth and Family Life, Reconstructionist Federation of Congregations and Havurot (New York), 1977.
- mit Siddur Kol HaNoar, The Voices of Children, Reconstructionist Press, 2005.
- God's Echo – Exploring Scripture with Midrash, Paraclete Press (Orleans), 2010.
- „How Jewish Women Have Come to Read the Bible: The Creating of Midrash“ in The Sacred Calling: Four Decades of Women in the Rabbinate, CCAR Press, 2016.[8][9]

## Ehrungen und Auszeichnungen
- Honorary Doctor of Humanities, DePauw University, 1986.
- Special Merit award, Vermont Book Publishers, 1992, für God's Paintbrush.
- Children's Books of Distinction Award finalist, 1994, für In God's Name.
- Best books of the year honor, Publishers Weekly, 1995, für But God Remembered: Stories of Women from Creation to the Promised Land.
- Best books of the year honor, Publishers Weekly, 1996, für A Prayer for the Earth.
- Sagamore of the Wabash award, Governor of the State of Indiana, 1995.
- Named among Influential Women in Indiana, Indianapolis Business Journal, 1997.
- Honorary D.H.L., Butler University, Indianapolis, 1999.
- Honorary Doctor of Divinity, Reconstructionist Rabbinical College, 1999.
- Honorary degree, Christian Theological Seminary, 2000.
- Helen Keating Ott Award for Outstanding Contribution to Children's Literature, 2004.
- National Jewish Book Award in the Illustrated Children's Book, Kategorie für The Shema in the Mezuzah: Listening to Each Other, 2012. Illustrationen von Joani Keller Rothenberg.[10]
- The Doctor of Humane Letters, honoris causa, Hebrew Union College-Jewish Institute of Religion, 2013.
- Die Kunstausstellung „Holy Sparks“, die im Februar 2022 im Heller Museum und im Skirball Museum eröffnet wurde, zeigte 24 jüdische Künstlerinnen, die jeweils ein Kunstwerk über eine Rabbinerin geschaffen hatten, die in gewisser Weise eine Premiere war.[11][12]